# Borsos keserűfű
A borsos keserűfű (Persicaria hydropiper) a keserűfűfélék családjába tartozó, Afrika és az Antarktisz kivételével az egész világon elterjedt, csípős ízű, vízparti növény. 

## Megjelenése
A borsos keserűfű 30-80 cm magas, lágyszárú, egyéves növény. Karógyökere ritkán 1 m hosszú is lehet, de többnyire jóval rövidebb. Szára gazdagon elágazik, felálló, de a tövén gyakran elfekszik és ilyenkor az ízekben legyökerezhet. A szár csupasz, ízelt, az ízekben duzzadt, színe zöld, vöröses vagy világosbarna. 4-10 cm hosszú levelei hosszúkás-lándzsás alakúak, hegyük kihegyezett, oldalerei jól láthatóak. Szélük ép, kissé hullámos. A levélnyelek a szárat körbefogó, hosszan pillás szélű levélkürtőből erednek.   
Júliustól októberig virágzik. Jellegtelen, 2-4 mm-es, zöldesfehér vagy zöldesrózsaszín virágai karcsú, bókoló füzéreket alkotnak, amelyek a szár végén vagy a felső levelek hónaljából erednek. A virágok lepellevelei négycimpájúak, zöldesek, csúcsuk vöröses.  
Termése 2-3,5 mm-es sötétbarna vagy fekete makkocska. 
Kromoszómaszáma 2n=20. 

## Elterjedése és termőhelye
Európában, Észak-Amerikában, Dél- és Délkelet-Ázsiában gyakori, ritkábban előfordul Dél-Amerikában, Ausztráliában és Új-Zélandon is. Afrikából hiányzik. Magyarországon gyakori. 
Vizes élőhelyeken, mocsarakban, ártereken, tavak, csatornák, lassan mozgó folyók mentén fordul elő. A talaj jellegét, kémhatását illetően igénytelen, de a savanyú talajokon jobban nő. A mérsékelt égöv alatt egyéves növény, ősszel elpusztul. Főleg magról szaporodik, egy növény 385-3300 magot termel. A magok víz alatt 4-36 hónapig, a talajban akár 50 évig is életképesek maradnak. Vegetatívan is szaporodhat, legyökerező szárdarabjai révén.   

## Jelentősége
A rizsföldeken gyomnövényként okozhat károkat. Erősen csípős, keserű ízű növény. Hajtásai csersavakat, szeszkviterpenoidokat (poligodiál és warburganál), rutin glikozidot, és 0,5%-nyi erősebb bőrirritáló illóolajat tartalmaznak. Ha a legelő állatok elfogyasztják, gyomor-, bél- és vesegyulladást, vérvizelést okozhat.  

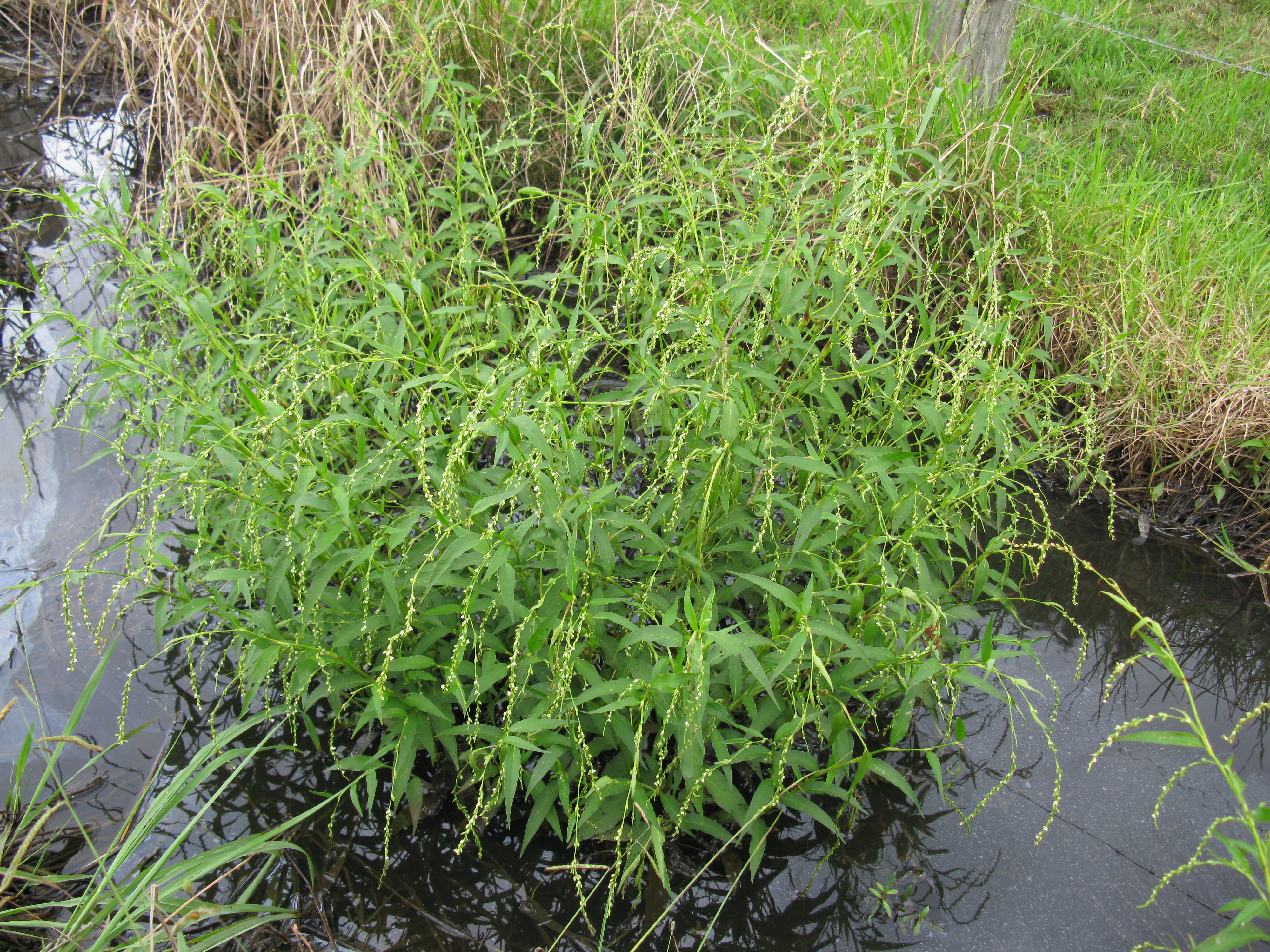
Habitusa
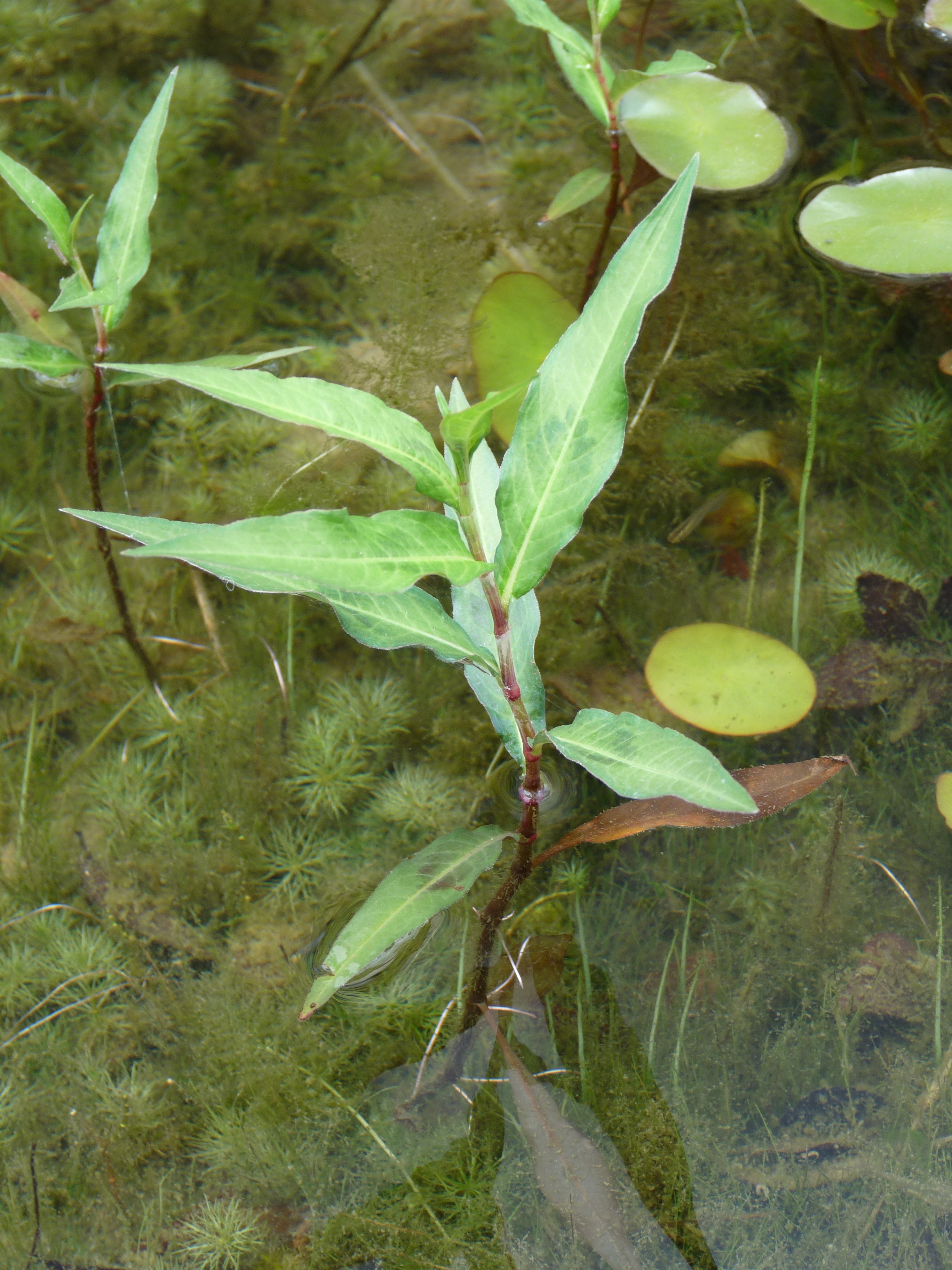
Levelei
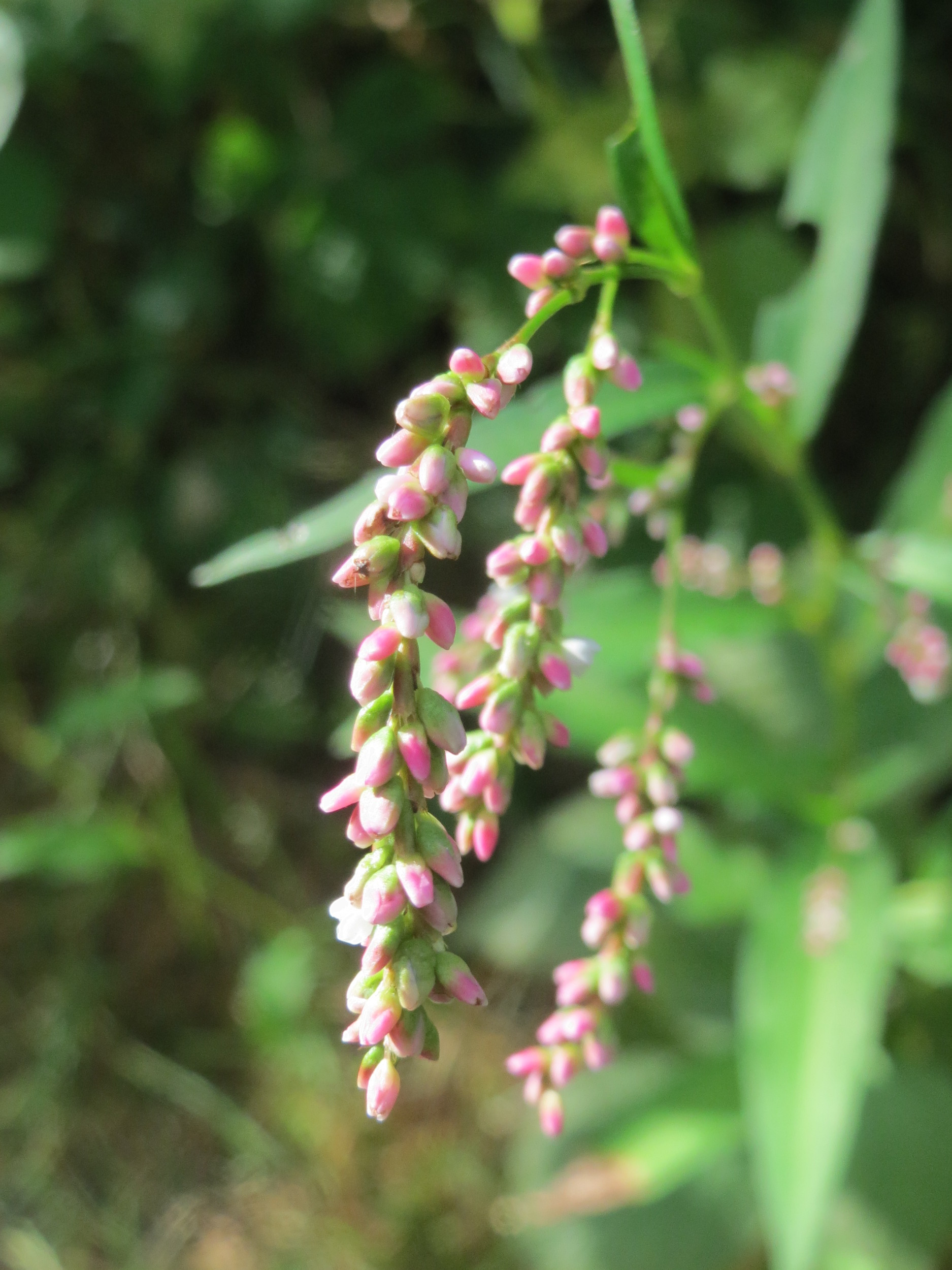
Virágzata
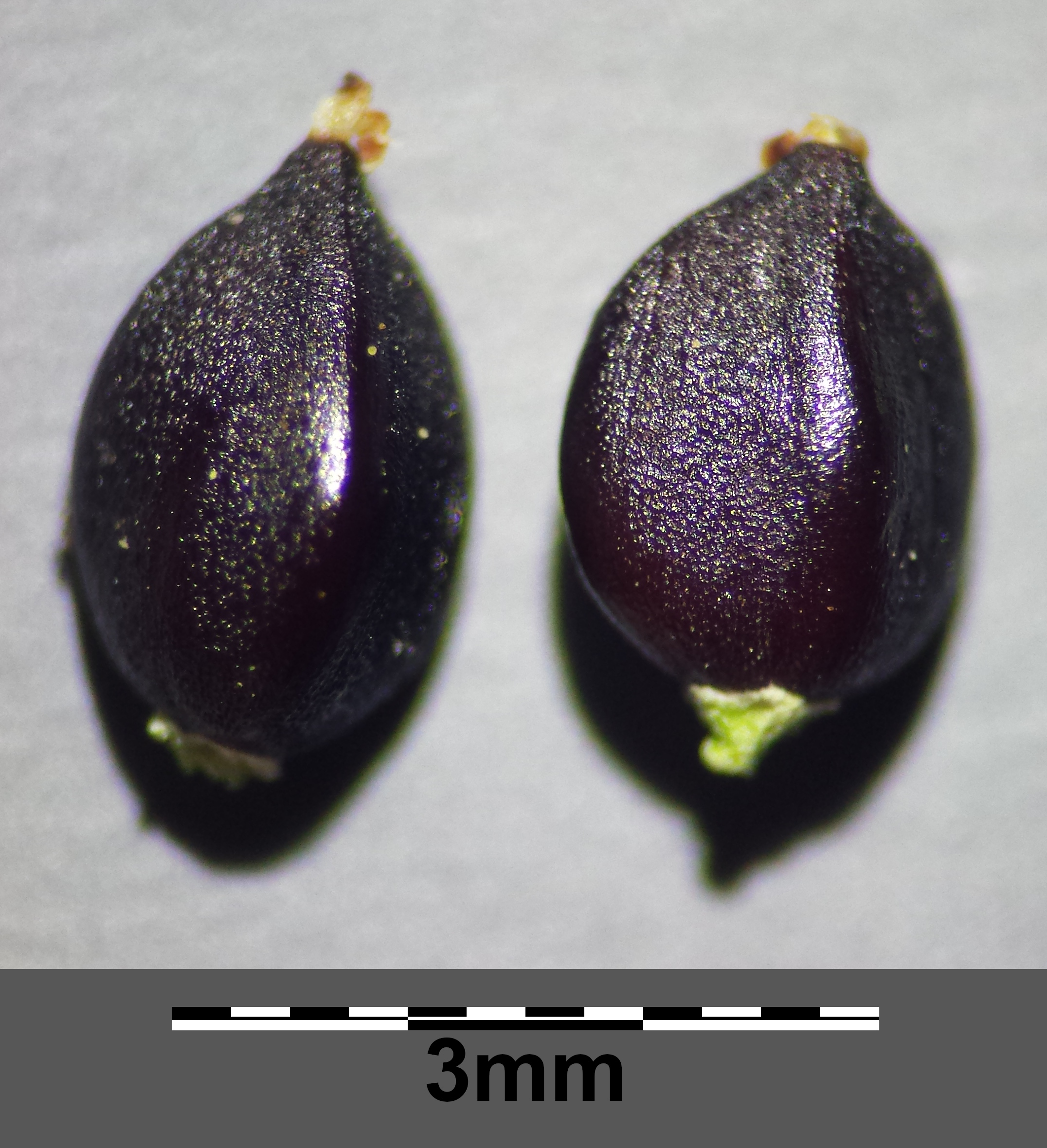
Termése
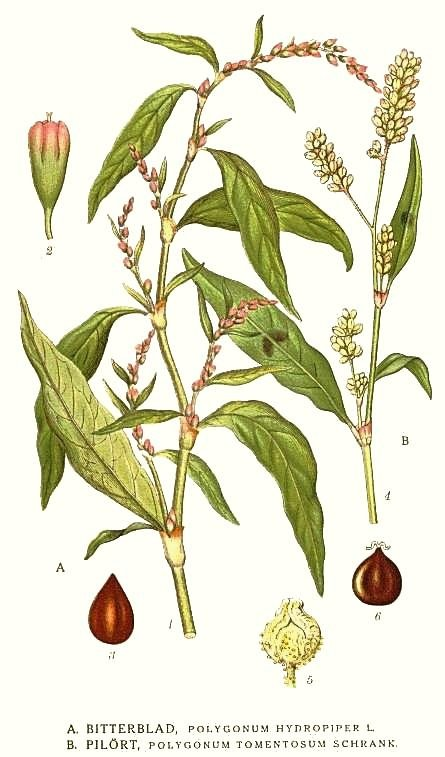
Ábrázolása egy svéd botanikakönyvben (1917)